# ルリタテハ
ルリタテハ（瑠璃立羽、学名 Kaniska canace）は、タテハチョウ科に分類されるチョウの一種。ルリタテハ属唯一の現存種である。学名のKaniskaはクシャーナ朝の君主カニシカ王、canaceはギリシア神話のカナケーに由来する。

## 特徴
成虫の前翅長は、25-45mm。

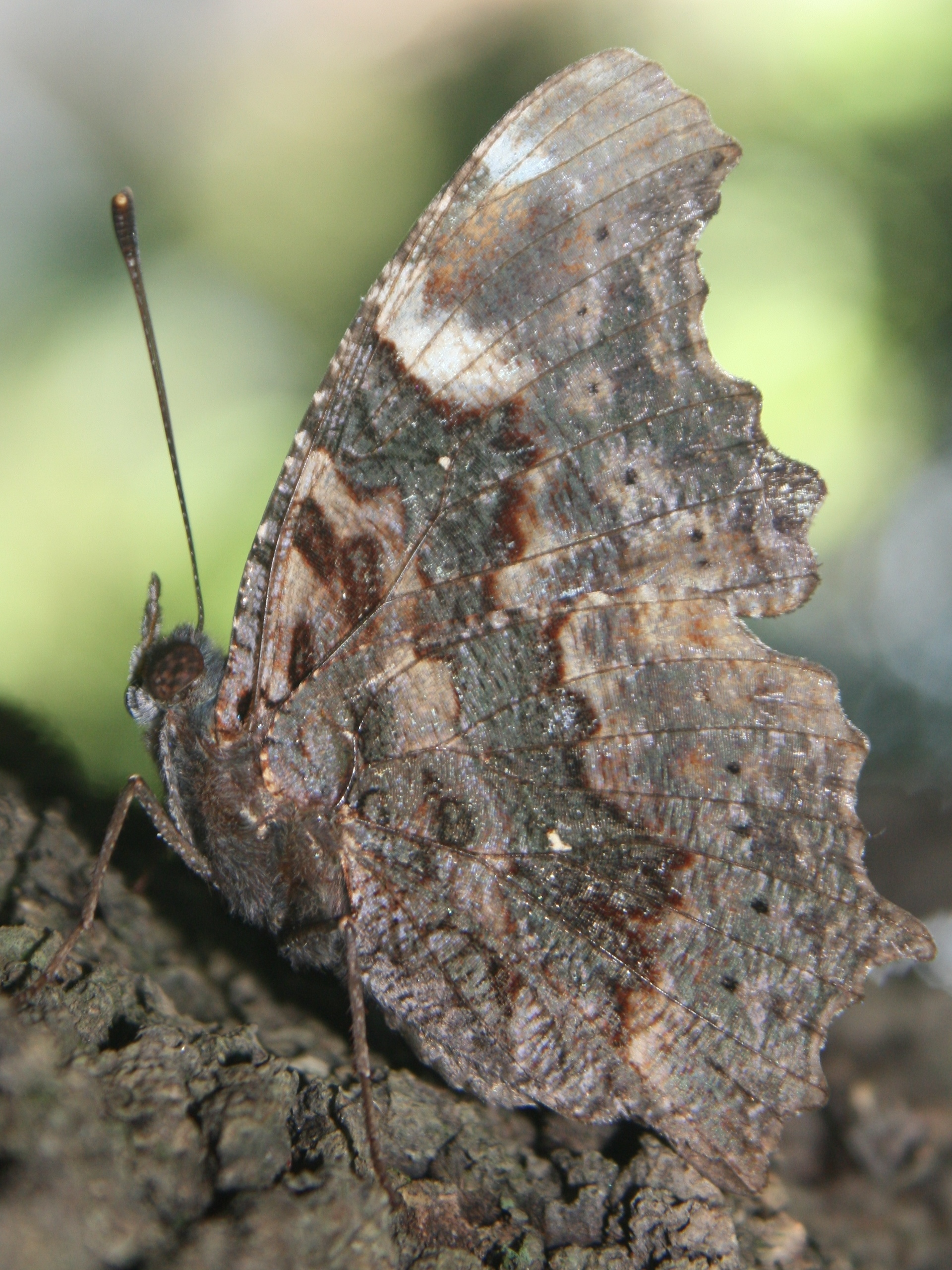
木肌に止まった様子

濃い黒褐色の翅の表面に「瑠璃」の和名通りの鮮やかな瑠璃色の帯模様が入るのが特徴である。この帯模様は前翅の先端部で切れ、白い斑点がつく。この色彩等は雌雄で差はないが、雌は翅と青色帯が幅広になる傾向がある。
裏面は灰褐色で細かい模様があり、樹皮や落ち葉に似る。翅の外縁は他のタテハチョウ亜科と同様小さな凹凸がある。翅の表側に限れば日本には類似種がおらず、他のチョウと区別しやすい。

## 生態
平地の森林内や周辺部に生息し、都市部の公園や緑地などにも現れる。
成虫は、暖地では年に 2-3回（6-7月、8月、10月）、寒冷地では年に 1回（8-9月）の発生となる。冬も成虫で越冬し、早春にはキタテハやアカタテハなどと共にいち早く飛び始める。
成虫は力強く羽ばたいて機敏に飛ぶ。翅を閉じて止まっている時は翅の裏が保護色になるので見つけにくいが、翅を開くと翅の表側の黒と瑠璃色がよく目立つ。

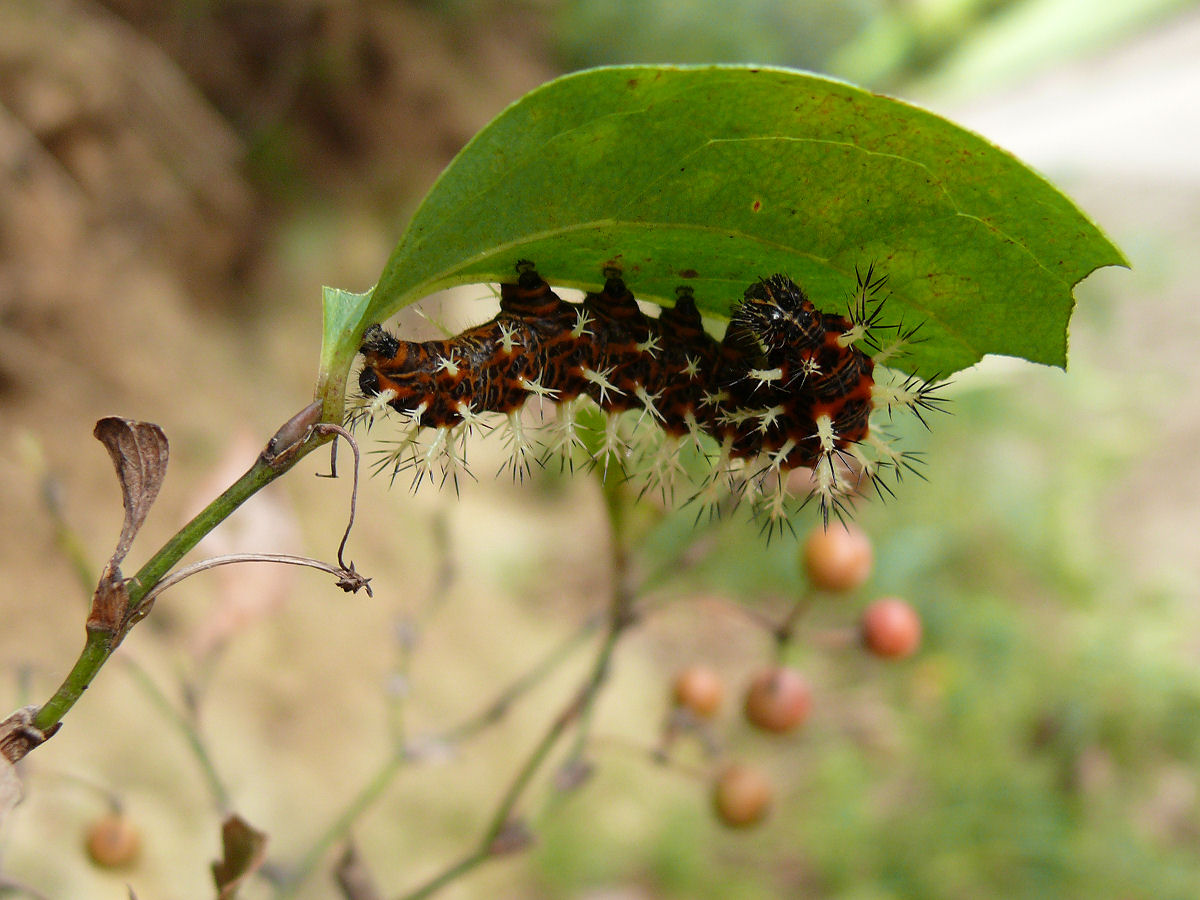
サルトリイバラの葉裏にいる幼虫

オスは縄張りを張る性質があり、木の葉や岩石の上など見晴らしの良い場所で翅を広げて止まり、他のオスが接近すると激しく追いたてる。花にはあまり訪れず、雑木林の樹液や動物の糞などにやって来て水分を吸う。人里でもヤナギ並木などがあれば、樹液を求めて木の周りを飛びまわる姿が見かけられる。
幼虫は地色が紫黒色で、無毒の黄白色の棘状突起を計68本持つ。サルトリイバラ科のサルトリイバラ、ユリ科のホトトギス類、ユリ類などを食草とし、全幼虫期を通してこれら植物の葉裏で生活する。

## 分布
東アジア・南アジア（中国・ロシア沿海地方からインドまで、および日本、朝鮮半島、台湾、フィリピン、スマトラ島、ジャワ島、カリマンタン島）に分布する。
日本では北海道南部から南西諸島までに分布する。
トカラ列島以南の南西諸島のものは琉球亜種 K. c. ishima (Fruhstorfer, 1899)、種子島・屋久島以北のものは日本本土亜種 K. c. nojaponicum (von Siebold, 1824) として分類されている。（かつては、亜種名を no-japonicum とした文献もあったが、現在では，nojaponicum となった。）
なお、日本本土亜種の "nojaponicum" は「日本語の『ノ』の字」という意味である。これは水色の帯模様が緩やかな曲線を描き、文字通り「ノ」の字となることに由来する。
近年，台湾から飛来した台湾亜種  K.  c. drilon (Fruhstorfer, 1908) も与那国島で記録されている。